# Florodora
Représentations notables
10 novembre 1900 : 1re représentation à Broadway
Personnages
- Cyrus W. Gilfain propriétaire de l'usine de parfum et de l'île
- Frank Abercoed régisseur de Cyrus Gilfain
- Leandro surveillant des exploitations agricoles
- Capt. Arthur Donegal 4th Royal Life Guards - frère de Lady Holyrood
- Tennyson Sims, Ernest Pym, Max Aepfelbaum, Reginald Langdale employés de Gilfain
- Anthony Tweedlepunch détective
- Dolores héritière légitime de l'île
- Angela Gilfain fille de Gilfain
- Lady Holyrood Lady à la recherche d'un époux

Airs
Florodora est une opérette édouardienne en deux actes et l'un des premiers succès du XXe siècle de Broadway. Le livret est de Jimmy Davis (sous le pseudonyme d'Owen Hall), la musique de Leslie Stuart (et pour quelques titres Paul A. Rubens), les paroles de Edward Boyd-Jones et Paul Rubens.
La première a lieu à Londres en 1899, ou son succès lui permet de tenir l'affiche pour 455 représentations. En 1900, Florodora est à l'affiche à New York, ou elle rencontre un succès encore plus grand, 552 représentations sont données. Après cela, la pièce a été régulièrement montée de par le monde (anglophone ou non). Florodora est célèbre pour son double sextuor et le refrain de Florodora Girls.
Dans les années 1950, la pièce est volontiers données par des troupes d'amateurs en Grande-Bretagne.

## Représentations

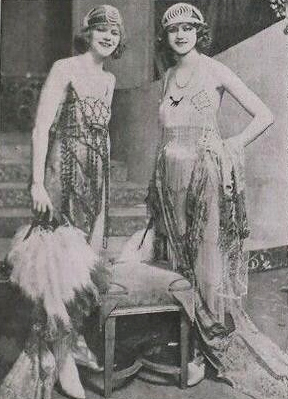
Beatrice et Marcella Swanson dans Florodora en 1920.

La première a lieu le 11 novembre 1899 au Lyric Theatre. Entre cette date et la clôture en mars 1901, 455 représentations sont données.
Parmi les interprètes originaux, on notera Evie Greene, Willie Edouin et Ada Reeve.
En 1900, la pièce est montée à New York au Casino Theatre, et son succès est tel que 552 représentations sont données, une première dans l'histoire de Broadway pour une production londonienne, à la troisième place pour ce qui est du nombre de représentations à l'époque. Également en 1900, JC Wiliamson (acteur américain et fondateur de la plus grande compagnie théâtrale australienne) monte la pièce en Australie. Cette pièce (y compris dans des versions traduites) a par la suite été montée dans de nombreux pays.
Florodora est la première opérette dont un album (réunissant le casting londonien original) a été produit.
Florodora a fait l'objet nombreuses reprises à Londres en 1915 et 1931 et New York en 1902, 1905 et 1920 (avec Milton Berle) et son succès ne s'est jamais démenti.
Plus récemment, en Janvier 2006, un revival est monté au Finborough Theatre.
Le fameux double sextuor Tell Me Pretty Maiden est, à l'époque, le titre à la mode. Les autres chansons vont de la valse traditionnelle (The Silver Star of Love et The Fellow who Might) à des morceaux plus rythmés pour lesquels Stuart est connu. Une partie du succès de Florodora a été attribué à son sextuor de choristes, connu sous le nom de the English Girls dans la partition originale, mais rapidement surnommé the Florodora Girls. Ces six rôles étaient dévolus à des femmes de même taille et corpulence (1,63 m et 59 kg, la taille fine, élancée et brune ou rousse). Aux États-Unis, les jeunes femmes interprétant ces rôles ont fait l'objet de l'adoration populaire : des admirateurs ont persuadé de nombre d'entre elles à quitter le spectacle pour les épouser. Plus de 70 femmes se sont relayées pour tenir ces rôles durant les 552 représentations New-yorkaises de 1900.
Florodora est la première pièce d'une série de succès de Leslie Stuart, suivi par The Silver Slipper (1901), The School Girl (1903), The Belle of Mayfair (1906), et Havana (1908).

## Argument

### Acte I

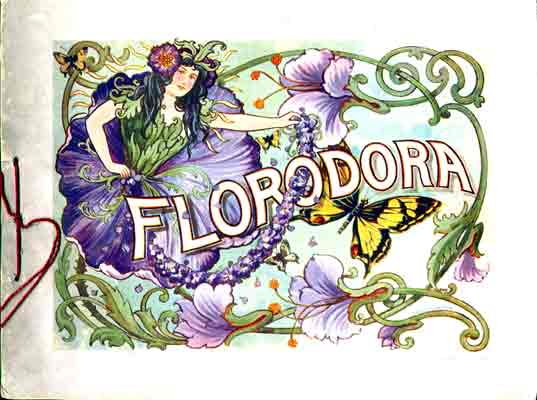
Couverture du programme de Florodora, 1900

A Florodora, petite île des Philippines, le parfum Florodora est produit à partir de l'essence de la fleur de Florodora. La parfumerie, de même que l'île, est propriété de Cyrus W. Gilfain, un américain qui a spolié la famille de Dolores pour en obtenir le contrôle. Il est maintenant l'unique employeur et gouverneur de l'île et Dolorès est forcée de travailler pour lui. Frank Abercoed, en réalité Lord Abercoed, arrive sur l'ile pour devenir régisseur de Gilfain. Entre lui et Dolorès, le coup de foudre est immédiat.
À bord d'un navire amarré au port de Florodora, Lady Holyrood, titrée mais sans le sou, est venue à la suggestion de Gilfain pour trouver un mari ; plus précisément, Frank. Elle est accompagnée par Angela, la fille de Giflain, qui est fiancée au capitaine Arthur Donegal, le frère de Lady Holyrood, et plusieurs amies d'Angela (les English Girls) qui intriguent les employés de Gilfain. Anthony Tweedlepunch est également à bord. C'est un détective à la recherche de la légitime propriétaire de la parfumerie. Il se présente sous l'identité d'un phrénologue-hypnotiseur-chiromancien.
Gilfain découvre que Frank et Dolores sont tombés amoureux. Dans l'espoir de contrecarrer les revendications légitime de Dolorès sur la parfumerie, il prévoit de l'épouser. Il embauche Tweedlepunch, dont il pense qu'il est un acteur, pour briser l'histoire d'amour entre Dolores et Frank, ce qui permettrait à Frank de se marier avec Angela. En présentant Tweedlepunch comme un phrénologue respecté, Gilfain intrigue afin de marier ses employés aux héritières (island girls) des diverses plantations, ce qui renforcerait son contrôle de l'île. Tweedlepunch examine ainsi "bosses de l'amour" des crânes de chacun afin de légitimer les mariages.
Frank refuse d'épouser Angela, et Gilfain le licencie. Ce dernier, sur la base des déclarations de Tweedlepunch, décrète que ses employés épouseront les héritières désignées ou seront renvoyés. Frank doit retourner en Angleterre. Il l'annonce à Dolores mais lui promet qu'il reviendra pour elle si elle attend patiemment. Tout le monde se réunit sur le quai pour assister à son départ.

### Acte II
Six mois plus tard, Gilfain a réussi à devenir le propriétaire du château Abercoed, domaine ancestral de Frank au Pays de Galles, et tout le monde s'est rendu là-bas. Les employés de Gilfain ayant préféré le licenciement aux mariages forcés, retrouvent les amies d'Angela (English Girls). Tweedlepunch a finalement réalisé que Dolores est la propriétaire légitime de Florodora. Le père de Dolores ayant été son seul ami, il s'engage à l'aider à récupérer ce qui lui appartient de droit. Ils s'introduisent dans le château, mais sont découverts. En désespoir de cause ils essayent de convaincre tout le monde qu'ils sont là pour assurer le spectacle de la soirée.
Lady Holyrood, toujours célibataire et sans mari en vue, décide que Gilfain doit l'épouser. Frank, qui s'est vu refuser l'entrée au château par Gilfain, y pénètre tout de même. Il retrouve Dolores qu'il n'a plus revue depuis son départ de l'île. Après une certaine confusion, Frank avoue à Dolores qu'il est le seigneur d'Abercoed et qu'il était dans l'incapacité de revenir vers elle car il essayait de protéger son domaine des manœuvres de Gilfain. Tweedlepunch confronte Gilfain et le terrifie (en invoquant un fantôme), le poussant à admettre son escroquerie. Gilfain restitue leurs biens à Dolores et Frank. Frank épouse Dolores, Gilfain épouse Lady Holyrood, et Angela épouse le capitaine Donegal.

## Distribution Originale
- Cyrus W. Gilfain (propriétaire de l'usine de parfum et de l'île) – Charles E. Stevens
- Frank Abercoed (régisseur de Cyrus Gilfain) – Melville Stewart
- Leandro (surveillant des exploitations agricoles) – Frank Holt
- Capt. Arthur Donegal (4th Royal Life Guards - frère de Lady Holyrood) – Edgar Stevens
- Tennyson Sims, Ernest Pym, Max Aepfelbaum, Reginald Langdale (employés de Gilfain) – Roy Horniman, Ernest Lambart, Alfred Barron, Frank Hascoll
- Anthony Tweedlepunch (détective se faisant passer pour un phrénologue-hypnotiseur-chiromancien) – Willie Edouin (en)
- Dolores (l'héritière légitime de l'île) – Evie Greene
- Valleda (Insulaire, femme de chambre de Lady Holyrood et héritière d'une plantation) – Nancy Girling
- Angela Gilfain (Fille de Gilfain) – Kate Cutler (en)
- Lady Holyrood – Ada Reeve (en)

## Numéros Musicaux

### Acte I
- No. 1 - Chœur - Flowers a-blooming so gay
- No. 2 - Les Employés (Sims, Pym, Aepfelbaum, Langdale, Crogan and Scott) - The credit's due to me.
- No. 3 - Dolores - Bright silver star of love
- No. 4 - Dolores et Frank - If you're in love with somebody
- No. 5 - Chœur - Hurrah! The master comes!
- No. 6 - Les Amies de Dolores (English Girls) et les Employés de Gilfain - Come, take us round to see the sights
- No. 7 - Lady Holyrood - I'm a lady, don't forget, with a sense of etiquette
- No. 8 - Angela et le Capitaine Donegal - Love in his youth is a fiery steed
- No. 9 - Lady Holyrood, Gilfain et Tweedlepunch - I want to marry a man, I do
- No. 10 - Angela et le Chœur - There was a maiden decidedly fair
- No. 11 - Gilfain - There is nothing we disparage
- No. 12 - Lady Holyrood, le Capitaine Donegal et Angela - When an interfering person such as you
- No. 13 - Frank - There is a garden fair
- No. 14 - Final Acte I - Hey! hey! Alack-a-day! Our loving hearts asunder

### Acte II
- No. 15 - chœur - Come, lads and lasses, trip your light and airy...
- No. 16 - Lady Holyrood - There are people who have tried to be smart and dignified...
- No. 17 - Gilfain - When you're a millionaire...
- No. 18 - Les Amies de Dolores (English Girls) et les Employés de Gilfain - Tell me, pretty maiden, are there any more at home like you?
- No. 19 - Lady Holyrood - Now I've met, in my time, some curious men
- No. 20 - Final - And the nation will declare

### Supplements
- No. 21 - Dolores - In the Philippines lived a maiden fair
- No. 22 - Valleda and Leandro - A maid's career is skittles and beer
- No. 23 - Capitaine Donegal - I want to be a military man.
- No. 24 - Dolores - A woman's love is but a tender flow'r
- No. 25 - Angela - Willie was a gay boy.
- No. 26 - Dolores et Tweedlepunch - We're both on the stage, we two
- No. 27 - Dolores - Far away on the ocean of sunshine and foam

## Dans la culture populaire

### Au cinéma

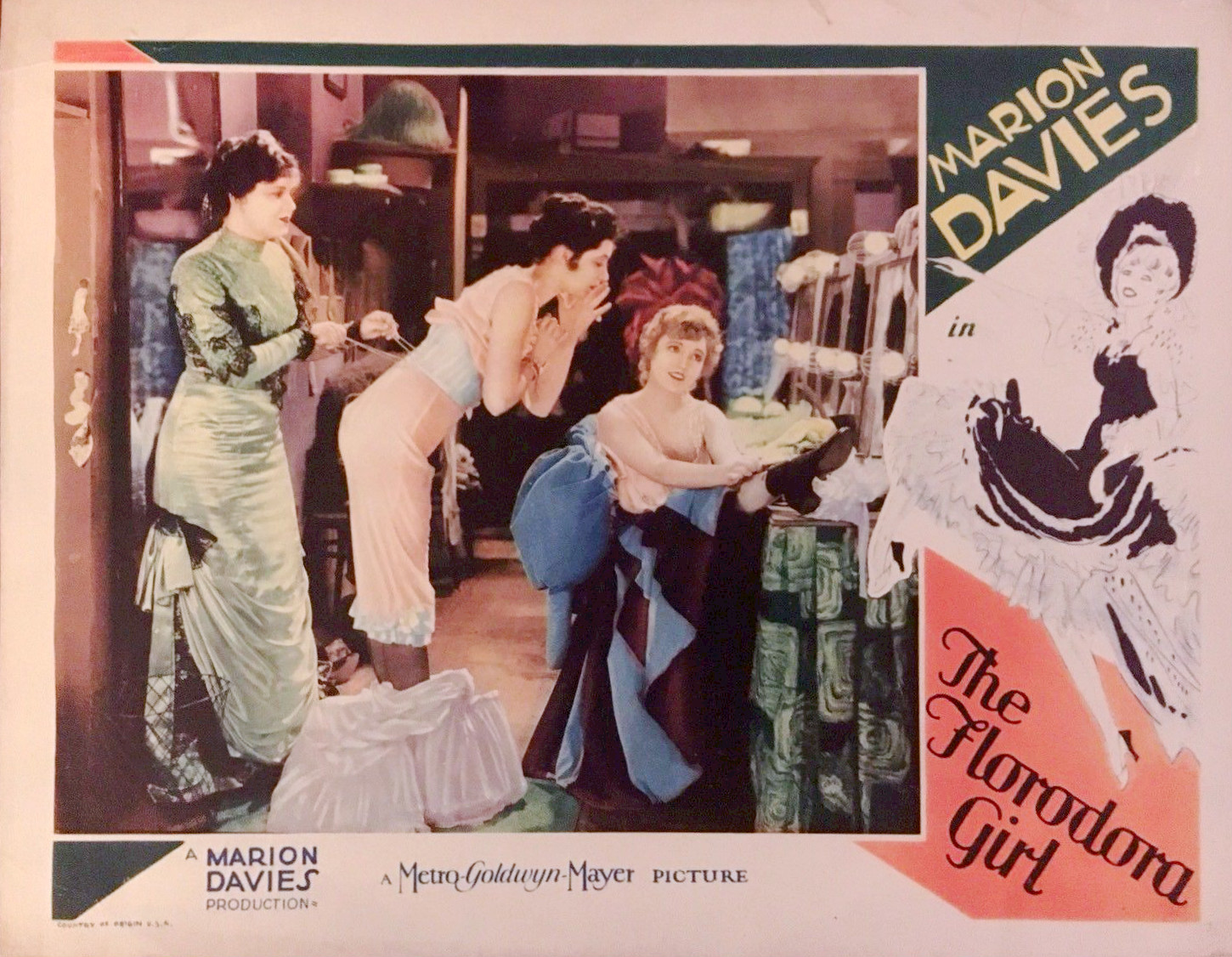
Carte promotionnelle du film The Florodora Girl avec Marion Davies.

Le film The Florodora Girl a été réalisé en 1930 avec Marion Davies dans le rôle principal. Marion Davies a joué dans la première production de Broadway.
Une intrigue secondaire du film Our Gang Follies of 1936 met en scène le Flory-Dory Sixtet  [sic] et son incapacité à apparaitre dans le spectacle des Petites Canailles.
Dans le film Un jour à New York, Chip (Frank Sinatra) indique à Brunhilde Esterhazy (Betty Garrett) qu'il veut voir les Florodora Girls. Elle lui indique que la pièce n'est plus jouée depuis bien des années.

### À la télévision
Dans un épisode de La Quatrième Dimension intitulé La Reine du Nil, l'actrice à l'éternelle jeunesse est dite ressembler à une Florodora Girl.

### Autres références
Le Florodora est un cocktail composé de gin, sirop de framboise, jus de citron vert et eau gazeuse,.